# Quận Bladen, North Carolina
Quận Bladen là một quận nằm ở tiểu bang Bắc Carolina. Tại thời điểm năm 2000, quận có dân số 32.278 người. Quận lỵ đóng ở Elizabethtown6.

## Địa lý
Theo Cục điều tra dân số Hoa Kỳ, quận có tổng diện tích 887 dặm Anh vuông (2.298 km²), trong đó, 875 dặm Anh vuông (2.266 km²) là diện tích đất và 12 dặm Anh vuông (32 km²) trong tổng diện tích (1,37%) là diện tích mặt nước.

### Các thị trấn
Quận được chia thành 18 xã: Abbottsburg, Bethel, Bladenboro, Brown Marsh, Carvers Creek, Central, Clarkton, Colly, Cypress Creek, Elizabethtown, East Arcadia, Frenches Creek, Hollow, Lake Creek, Tarheel, Turnbull, White Oak, và Whites Creek.

### Các quận giáp ranh
- Quận Cumberland, Bắc Carolina - Bắc
- Quận Sampson, Bắc Carolina - Đông bắc
- Quận Pender, Bắc Carolina - Đông nam
- Quận Columbus, Bắc Carolina - Nam
- Quận Robeson, Bắc Carolina - Tây

## Thông tin nhân khẩu
Theo cuộc điều tra dân số2 tiến hành năm 2000, quận này có dân số 32.278 người, 12.897 hộ, và 8.937 gia đình sinh sống trong quận này. Mật độ dân số là 37 người trên mỗi dặm Anh vuông (14/km²). Đã có 15,316 đơn vị nhà ở với một mật độ bình quân là 18 trên mỗi dặm Anh vuông (7/km²). Cơ cấu chủng tộc của dân cư sinh sống tại quận này gồm 57,22% người da trắng, 37,91% người da đen hoặc người Mỹ gốc Phi, 2,04% người thổ dân châu Mỹ, 0,10% người gốc châu Á, 0,04% người các đảo Thái Bình Dương, 1,97% từ các chủng tộc khác, và 0,73% từ hai hay nhiều chủng tộc. 3,71% dân số là người Hispanic hoặc người Latin thuộc bất cứ chủng tộc nào.
By 2005 55,8% of the population of Bladen County was non-Hispanic whites. 36,8% of the population was African-American. 5,0% of the population of was Latino. 2,3% of the population was Native American.
Có 12,897 hộ trong đó có 30,40% có con cái dưới tuổi 18 sống chung với họ, 48,90% là những cặp kết hôn sinh sống với nhau, 15,70% có một chủ hộ là nữ không có chồng sống cùng, và 30,70% là không gia đình. 27,70% trong tất cả các hộ gồm các cá nhân và 11,50% có người sinh sống một mình và có độ tuổi 65 tuổi hay già hơn. Quy mô trung bình của hộ là 2,45 còn quy mô trung bình của gia đình là 2,97,
Phân bố độ tuổi của cư dân sinh sống trong huyện là 24,60% dưới độ tuổi 18, 8,70% từ 18 đến 24, 27,20% từ 25 đến 44, 25,20% từ 45 đến 64, và 14,20% người có độ tuổi 65 tuổi hay già hơn. Độ tuổi trung bình là 38 tuổi. Cứ mỗi 100 nữ giới thì có 92,60 nam giới. Cứ mỗi 100 nữ giới có độ tuổi 18 và lớn hơn thì, có 88,70 nam giới.
Thu nhập bình quân của một hộ ở quận này là $26.877, và thu nhập bình quân của một gia đình ở quận này là $33.974, Nam giới có thu nhập bình quân $27.799 so với mức thu nhập $21.973 đối với nữ giới. Thu nhập bình quân đầu người của quận là $14.735, Khoảng 16,60% gia đình và 21,00% dân số sống dưới ngưỡng nghèo, bao gồm 28,70% những người có độ tuổi 18 và 24,20% là những người 65 tuổi hoặc già hơn.

## Thành phố và Thị trấn
- Bladenboro
- Butters
- Clarkton
- Dublin
- East Arcadia
- Elizabethtown
- Kelly
- Tar Heel
- White Lake
- White Oak